# Navarrevisca
Navarrevisca ist ein zentralspanischer Ort und Gemeinde (municipio) mit 299 Einwohnern (Stand: 2024) in der Provinz Ávila in der Autonomen Region Kastilien-León.

## Lage
Navarrevisca befindet sich am östlichen Ende der Sierra de Gredos gut 30 km südsüdwestlich von Ávila bzw. gut 110 km westlich von Madrid in einer Höhe von ca. 1130 m.
Das Klima im Winter ist kühl, im Sommer dagegen durchaus warm; Niederschlagsmengen fallen – mit Ausnahme der nahezu regenlosen Sommermonate – verteilt übers ganze Jahr.

## Bevölkerungsentwicklung
| Jahr      | 1970 | 1981 | 1991 | 2001 | 2011 | 2021 |
| --------- | ---- | ---- | ---- | ---- | ---- | ---- |
| Einwohner | 832  | 563  | 431  | 361  | 317  | 275  |

Der Bevölkerungsrückgang seit den 1950er Jahren ist im Wesentlichen auf die Mechanisierung der Landwirtschaft und den damit einhergehenden Verlust an Arbeitsplätzen zurückzuführen.

## Sehenswürdigkeiten
- Sebatianuskirche (Iglesia de San Sebastián)
- Antoniuskapelle